# Flik 50
A Fliegerkompanie 50 (rövidítve Flik 50, magyarul 50. repülőszázad) az osztrák-magyar légierő egyik repülőszázada volt.

## Története
A századot az ausztriai Straßhofban állították fel, majd kiképzése után 1917. június 21-én a román frontra küldték, ahol Besztercén volt a bázisa. Röviddel később az orosz frontra (Kolomeába), majd Itáliába (Haidenschaft) vezényelték át. 1917. július 25-én az egész légierőt átszervezték; ennek során a század hadosztályfelderítői (Divisions-Kompanie 50, Flik 50D) feladatokat kapott. Októberben a 2. Isonzó-hadsereg Boroevic-csoportjának alárendeltségében vett részt a caporettói áttörésben. 1918 őszén egy újabb átszervezésben csatarepülő- és oltalmazó vadászszázad (Schutzflieger- und Schlachtflieger-Kompanie 50, Flik 50S) lett belőle.
A háború után a teljes osztrák légierővel együtt felszámolták.

## Századparancsnokok
- Bisits Tibor százados
- Viktor Breitenfelder főhadnagy
- Cornel Haqué százados

## Századjelzés
A 2. Isonzó-hadseregben elrendelték a repülőszázadok megkülönböztető jelzéseinek használatát: ennek alapján a Flik 50D repülőgépein a törzs oldalára (a farok és a pilótafülke közé) nagy, fekete keretes, fehér színű, négylevelű lóherét festettek.

## Repülőgépek
- Hansa-Brandenburg C.I
- Aviatik C.I